# Shadow DN9
Der Shadow DN9 ist ein Formel-1-Rennwagen, den Tony Southgate und John Baldwin zwischen 1977 und 1978 für das anglo-amerikanische Team Shadow Racing Cars entwickelten.
Die Chassis kamen ab dem zweiten Drittel der Saison 1978 bis zum Ende der Saison 1979 (dort überarbeitet als DN9B) im Werksteam sowie beim Kundenteam Interscope Racing zum Einsatz. Alle Fahrzeuge wurden von einem Cosworth-DFV-Motor angetrieben.

## Geschichte

### Hintergrund
Mitte der Formel-1-Saison 1977 kehrte der langjährige Shadow-Chefdesigner Tony Southgate nach kurzzeitiger Tätigkeit beim Team Lotus zum Team zurück. Der Shadow DN8 wurde mit Alan Jones als Fahrer schnell konkurrenzfähig, was in vielen Punkteankünften und einem Sieg gipfelte. Da sich die Dominanz der Wing Cars, die durch einen Unterboden im umgekehrten Flügelprofil den Bodeneffekt ausnutzen und so deutlich mehr Anpressdruck generierten als die bisherigen Fahrzeuge mit flachem Unterboden, aber bereits abzeichnete, wurden die Arbeiten an einem Nachfolger für den auf das Jahr 1976 zurückgehenden DN8 bald darauf aufgenommen. Die Entwicklung war noch nicht vollständig abgeschlossen, als Southgate und weite Teile des Shadow-Schlüsselpersonals das Team Ende des Jahres verließen und Arrows Grand Prix International gründeten. Daraufhin wurde John Baldwin als neuer Chefdesigner verpflichtet, der zuvor bei Lotus und Vel’s Parnelli Jones Racing tätig gewesen war und den neuen Wagen im Frühjahr 1978 fertigstellte. Der spezielle Unterboden kam aber nicht zum Einsatz. Neue Fahrer wurden Hans-Joachim Stuck und der erfahrene Clay Regazzoni.

### Shadow DN9 (1978)
Beim Großen Preis der USA West im Rahmen der Formel-1-Saison 1978 wurde der DN9 zum ersten Mal bei einem Weltmeisterschaftslauf eingesetzt. Es standen zwei Chassis zur Verfügung, von denen eines vom Kundenteam Interscope Racing von Ted Field für Danny Ongais gemeldet wurde. Das Debüt verlief desaströs: Ongais gelang die für ihn als Debütant notwendige Vorqualifikation nicht, während Stuck in der regulären Qualifikation fast eine halbe Sekunde langsamer war als sein Teamkollege Regazzoni, der noch mit dem DN8 der Vorjahre an den Start ging. Da Stuck im Warm-Up verunfallte, konnte er nicht zum Rennen starten. Ab dem folgenden Großen Preis von Monaco ging der zweite DN9 zunächst wieder ans Werksteam zurück, dass nun für beide Fahrer den neuen Wagen meldete. Regazzoni scheiterte an der Qualifikation, Stuck schied aus. Diese schlechten Erfahrungen mit dem Fahrzeug waren exemplarisch für den schnellen Abstieg des Teams im folgenden Saisonverlauf. Die besten Saisonergebnisse waren zwei fünfte Plätze. Regazzoni scheiterte insgesamt viermal an der Qualifikation. Ongais kehrte beim Großen Preis der Niederlande in einem dritten DN9 für Interscope noch einmal ins Cockpit zurück, scheiterte aber erneut an der Vorqualifikation. Am Saisonende belegte Shadow mit 6 Punkten, von denen 2 noch mit dem DN8 erzielt wurden, den elften Platz in der Konstrukteurswertung.

### Shadow DN9B (1979)
Zur Formel-1-Saison 1979 hatten sowohl Stuck als auch Regazzoni das Team verlassen. Da sich die finanziellen Probleme soweit zugespitzt hatten, dass ein Betrieb von zwei Fahrzeugen im Werksteam nicht mehr realisierbar war, leaste Shadow stattdessen den Zweitwagen für die komplette Saison an Ted Fields Interscope-Team. Fahrer wurde Elio de Angelis, der sein Formel-1-Debüt gab. Der verbliebene Werkswagen wurde von Jan Lammers pilotiert, der ebenfalls seine erste Saison in der Formel 1 bestritt. Der DN9 wurde zur Variante DN9B weiterentwickelt, was die Situation des Teams aber nicht verbesserte: Beide Fahrer kamen stets außerhalb der Punkteränge ins Ziel, schieden aus oder schafften sogar vereinzelt die Qualifikation nicht. Das einzige Erfolgserlebnis war ein vierter Platz beim Saisonfinale in den USA, als das Starterfeld im strömenden Regen reihenweise ausfiel und De Angelis dadurch bedingt Platz um Platz nach vorn gespült wurde. Dadurch erzielte er drei Punkte, die Shadow den elften Rang in der Konstrukteurswertung erreichen ließen. Dieses Rennen war zugleich der letzte Renneinsatz für einen DN9 – zum Beginn der Formel-1-Saison 1980 war bereits der Nachfolger Shadow DN11 rennbereit.

## Technik

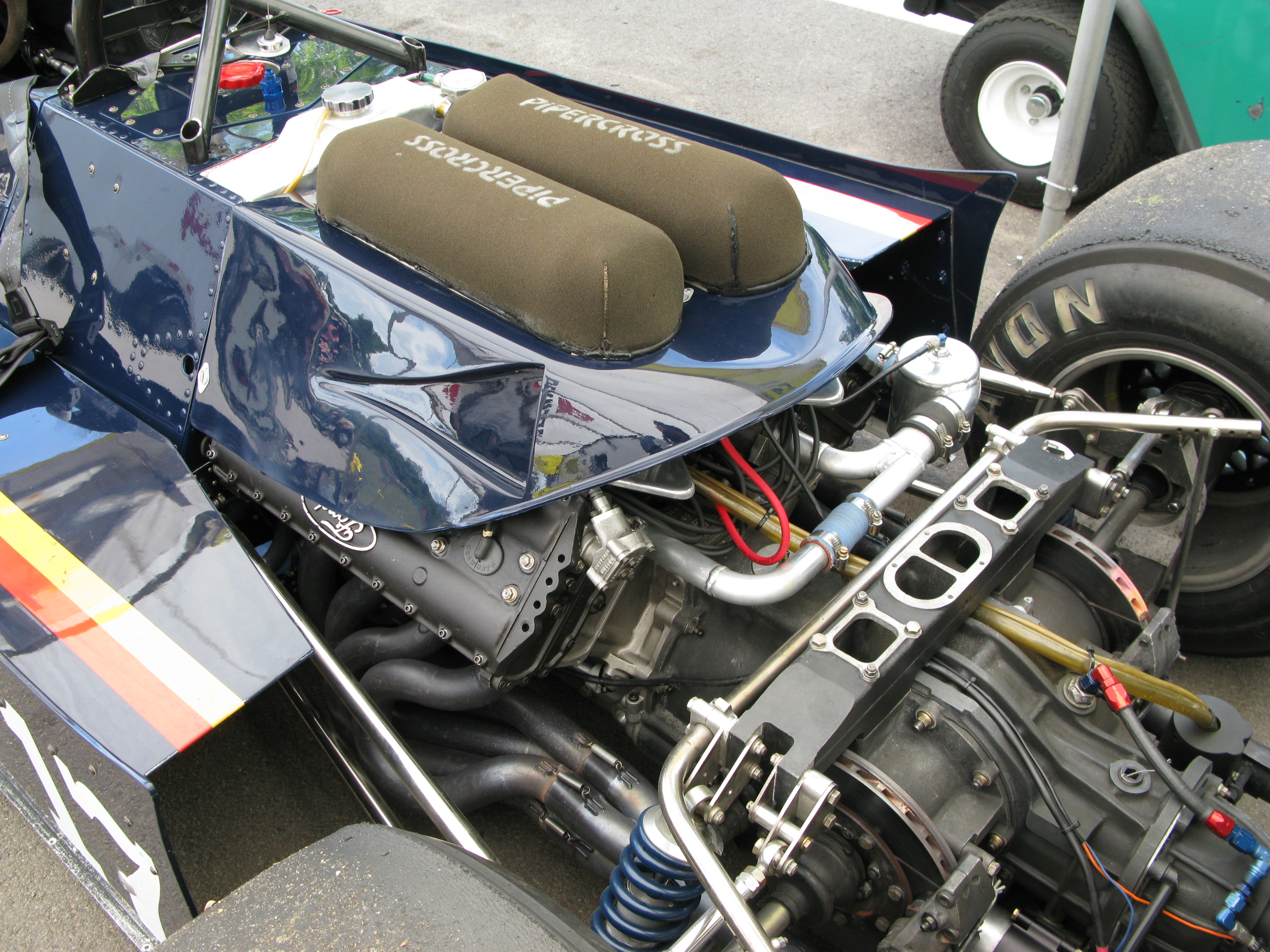
Antriebsstrang eines DN9B

Der Shadow DN9 war als Nachfolger des Shadow DN8 vorgesehen. Die erste Version, die Anfang 1978 an die Strecken gebracht wurde, folgte in Teilen noch der etablierten Shadow-Konstruktionsweise mit hohem Cockpitaufbau und sehr niedriger Frontpartie. Die Seitenkästen beinhalteten das Wasserkühlsystem für den Motor und waren deutlich größer als beim Vorgänger. Die Ansaugöffnungen für den Motor neben dem Kopf des Fahrers wurden aufgrund von Regeländerungen vollständig entfernt. Für die Saison 1979 wurde der Wagen insbesondere an der Front überarbeitet. Die bisherige Konstruktion mit hinter der Verkleidung verborgenem Ölkühler wurde zugunsten eines offen im Fahrtwind liegenden Kühlelements aufgegeben. Dadurch wurde die Fahrzeugnase kantiger. Weiter wurden an den Seitenkästen kleinere Änderungen vorgenommen. Die Übergabe einer unbekannten Zahl bei Arrows hergestellter, praktisch identischer Bauteile sowie undokumentierte Umbauten und viele Unfälle mit den Chassis machen es praktisch unmöglich, eine genaue Zahl hergestellter DN9- bzw. DN9B-Chassis zu bestimmen. Sicher ist aber, dass bei der Fusion des Shadow-Rennstalls mit Theodore Racing Anfang 1980 drei intakte Wagen an Teddy Yip gingen. Zudem verfügte Shadow-Teamchef Don Nichols nach dem Verkauf seines Teams weiter über eine unbekannte Zahl beschädigter bzw. unvollständiger Chassis.
Für die Motorisierung kam bei allen Chassis ein Cosworth-DFV-Motor zum Einsatz, dessen Entwicklung Ende der 1960er-Jahre von Ford finanziert worden war. Daher wurde das Aggregat teilweise auch unter der Herstellerbezeichnung Ford-Cosworth bzw. nur Ford gemeldet. Die Getriebe wurden von Hewland bezogen. Diese Kombination aus Motor und Getriebe war zu dieser Zeit weit verbreitet und galt als effektivste Lösung für den Aufbau des Antriebsstrangs aus Zuliefererteilen. Die Karosserie wurde ebenfalls wie zu dieser Zeit üblich aus Aluminiumblech um einen Gitterrahmen aufgebaut, in den der Motor tragend integriert war.

## Urheberrechtsverletzung durch Arrows

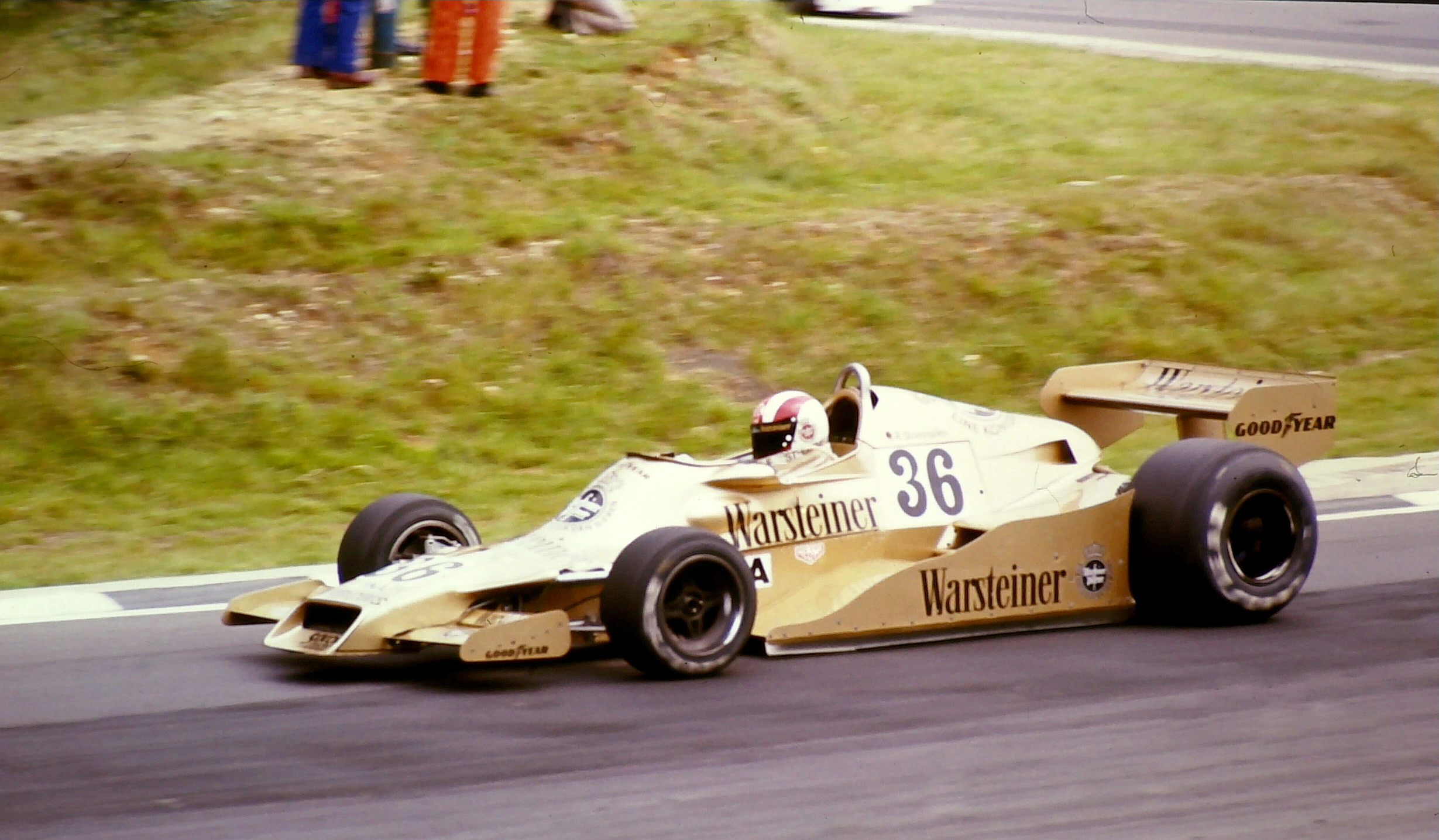
Arrows FA1, 1978

In die Schlagzeilen kam der DN9 durch seine verblüffende Ähnlichkeit mit dem Arrows FA1, der zeitgleich in der Formel-1-Saison 1978 von Arrows an die Strecken gebracht wurde. Beide Fahrzeuge waren von Tony Southgate konstruiert worden. Nachdem zunächst der Journalist Alan Henry anlässlich der BDRC International Trophy, die nicht zur Formel-1-Weltmeisterschaft zählte, an der aber weite Teile des Fahrerfeldes teilnahmen, öffentlich angemerkt hatte, dass der Shadow DN9 eigentlich ein Arrows sei („Good God, it’s an Arrows!“), erhob Shadow Plagiatsvorwürfe gegen das Team. Arrows bot zunächst außergerichtlich eine Entschädigung in Höhe von 75.000 Pfund an, die Don Nichols, der Inhaber des Shadow-Teams, aber nicht akzeptierte. Shadow verklagte Arrows daraufhin im Frühjahr 1978 vor dem High Court in London.
Das Gericht befand am 31. Juli 1978, dass der Arrows FA1 zu 40 Prozent mit dem Shadow DN9 identisch sei. Es sah darin eine vorsätzliche Urheberrechtsverletzung. Für Arrows sei es unmöglich gewesen, in der Kürze der zur Verfügung stehenden Zeit ein vollständig eigenes Auto zu konstruieren. Das Gericht untersagte daraufhin die weitere Verwendung des FA1 und verurteilte Arrows zu einer Geldstrafe, die sich nach einer Quelle auf 15.000 Pfund, nach der rückblickenden Aussage Southgates hingegen auf lediglich 1.000 Pfund belief. Die Prozesskosten, die Arrows zu tragen hatte, summierten sich dagegen auf 250.000 Pfund. In der Woche nach der Gerichtsentscheidung debütierte der Arrows A1, den Southgate in der Zwischenzeit, dem erwarteten Ausschluss des FA1 vorgreifend, konstruiert hatte und der bereits seit Mitte Juli 1978 einsatzbereit war. Als weitere Folge des Urteils musste Arrows die vier zwischenzeitlich gebauten FA1 demontieren – die Einzelteile wurden Don Nichols übergeben. Eines der Arrows-Monocoques war die Grundlage für einen zu Beginn des Jahres 1979 neu aufgebauten Shadow DN9.

## Lackierung und Sponsoring
Zwischen 1978 und 1979 traten sowohl das Werksteam Shadow Racing Cars als auch das Kundenteam Interscope Racing mit DN9/DN9B-Chassis an:
- 1978 erschienen alle DN8 hauptsächlich in einer rot-weißen, an den Schweizer Hauptsponsor Villiger angelehnten Farbgebung. Beim Race of Champions wurde eine tiefschwarze Lackierung verwendet.
- 1979 wurde der Werkswagen schwarz lackiert mit einem weißen Kontrast an der Fahrzeugnase sowie rot-orangen Akzenten. Auffällig war die große Darstellung eines Löwenkopfes auf dem Fahrzeug, was das Markenzeichen der Zigarettenmarke Samson Shag des Hauptsponsors Koninklijke Theodorus Niemeyer BV war. Alternativ kam auch eine blaue Lackierung mit einem Löwen, der die komplette Vorderseite des Fahrzeugs einnahm, zum Einsatz. Das Kundenteam Interscope Racing lackierte den zweiten DN9B unterschiedlich je nach Sponsor, die teilweise auf Rennbasis verpflichtet wurden.

## Galerie

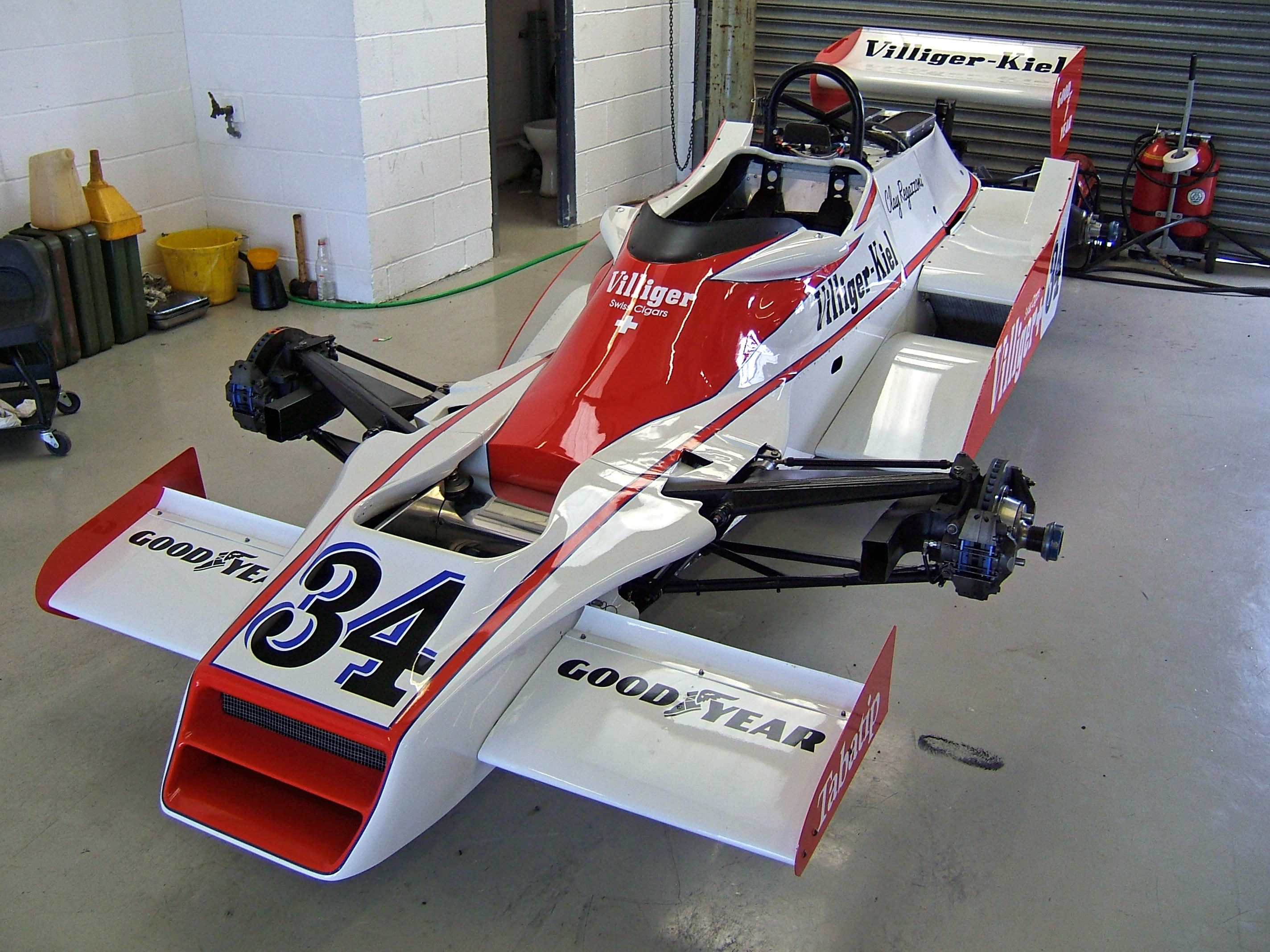
Werks-DN9 (1978) in Frontalansicht, 2007
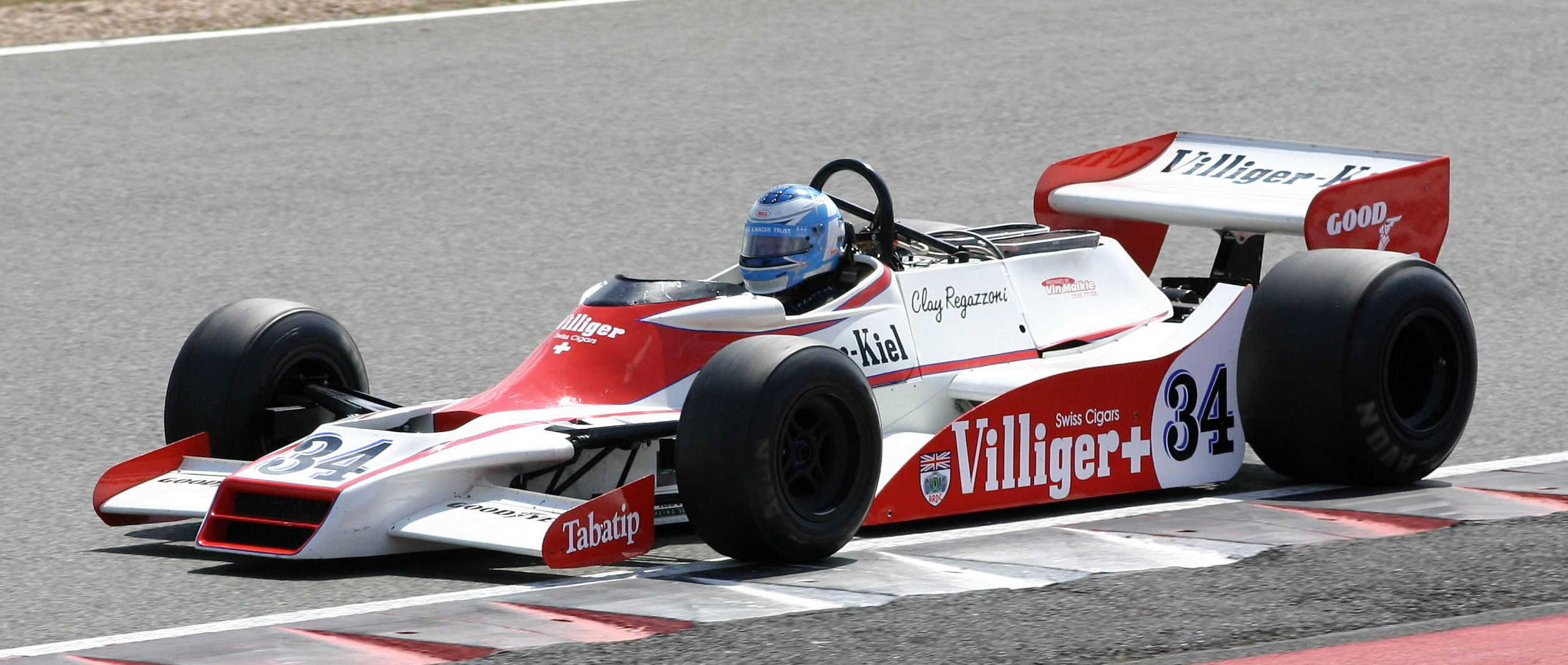
Werks-DN9 (1978) in Seitenansicht, 2008
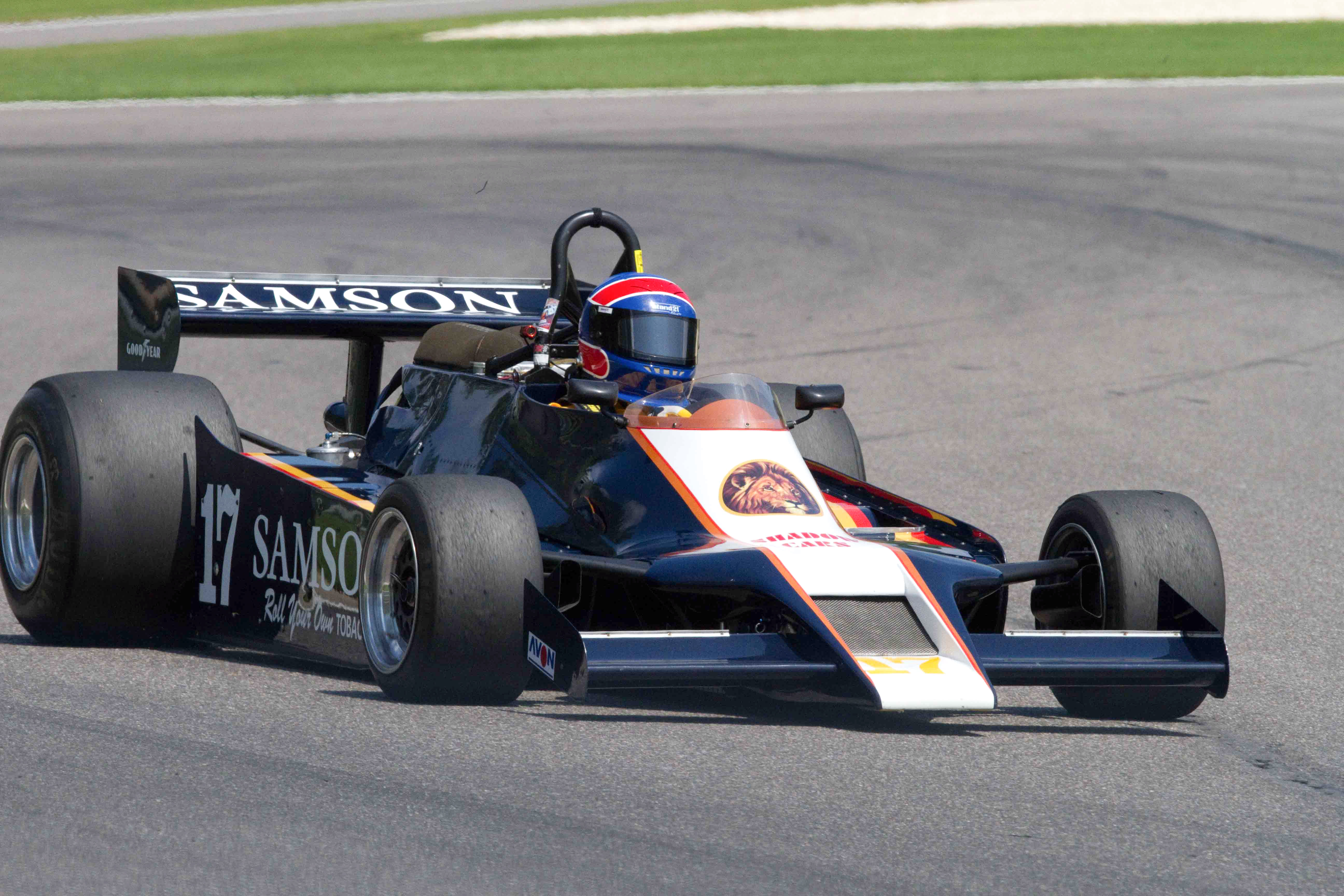
Werks-DN9B (1979) in Frontalansicht, 2010
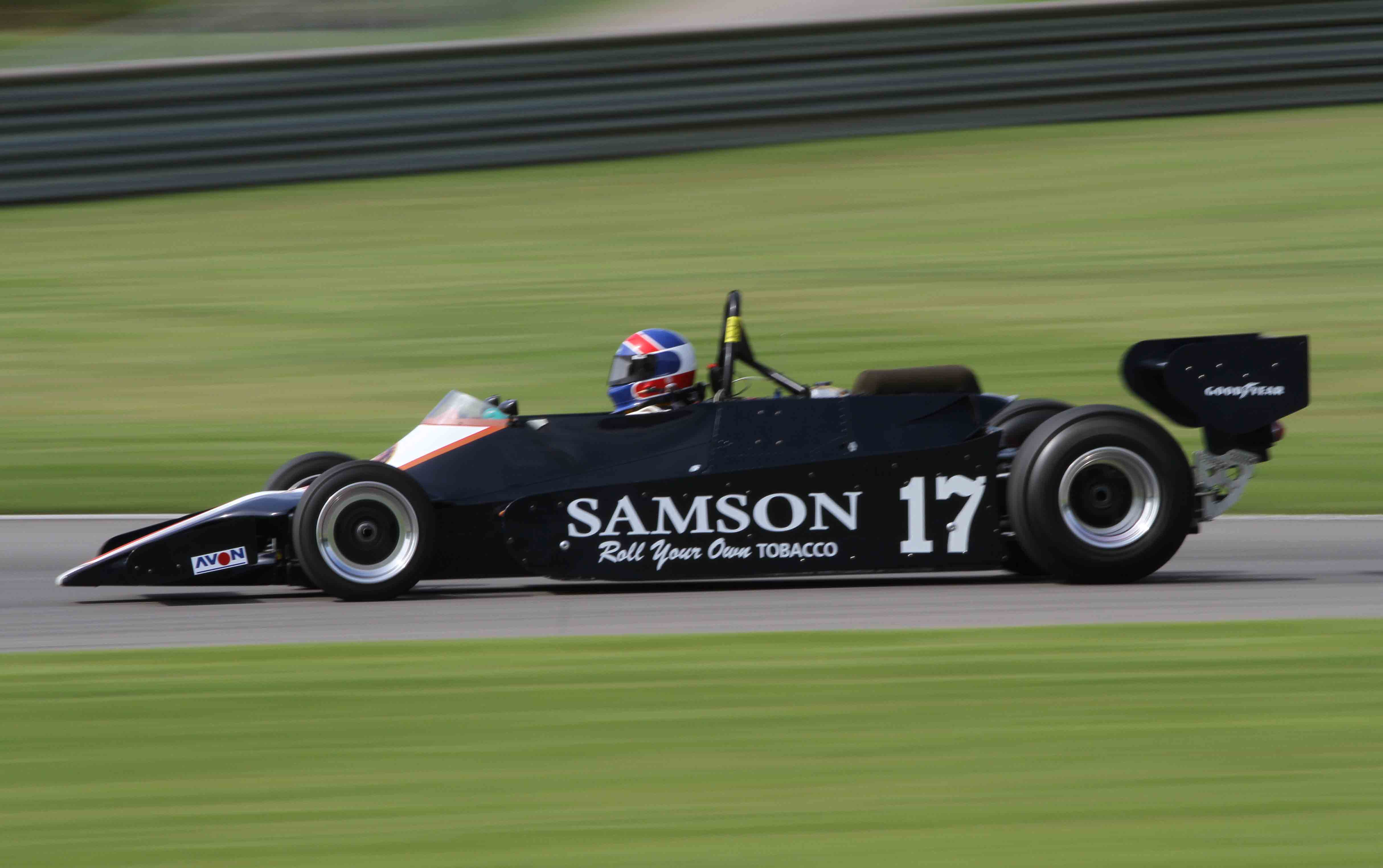
Werks-DN9B (1979) in Seitenansicht, 2010
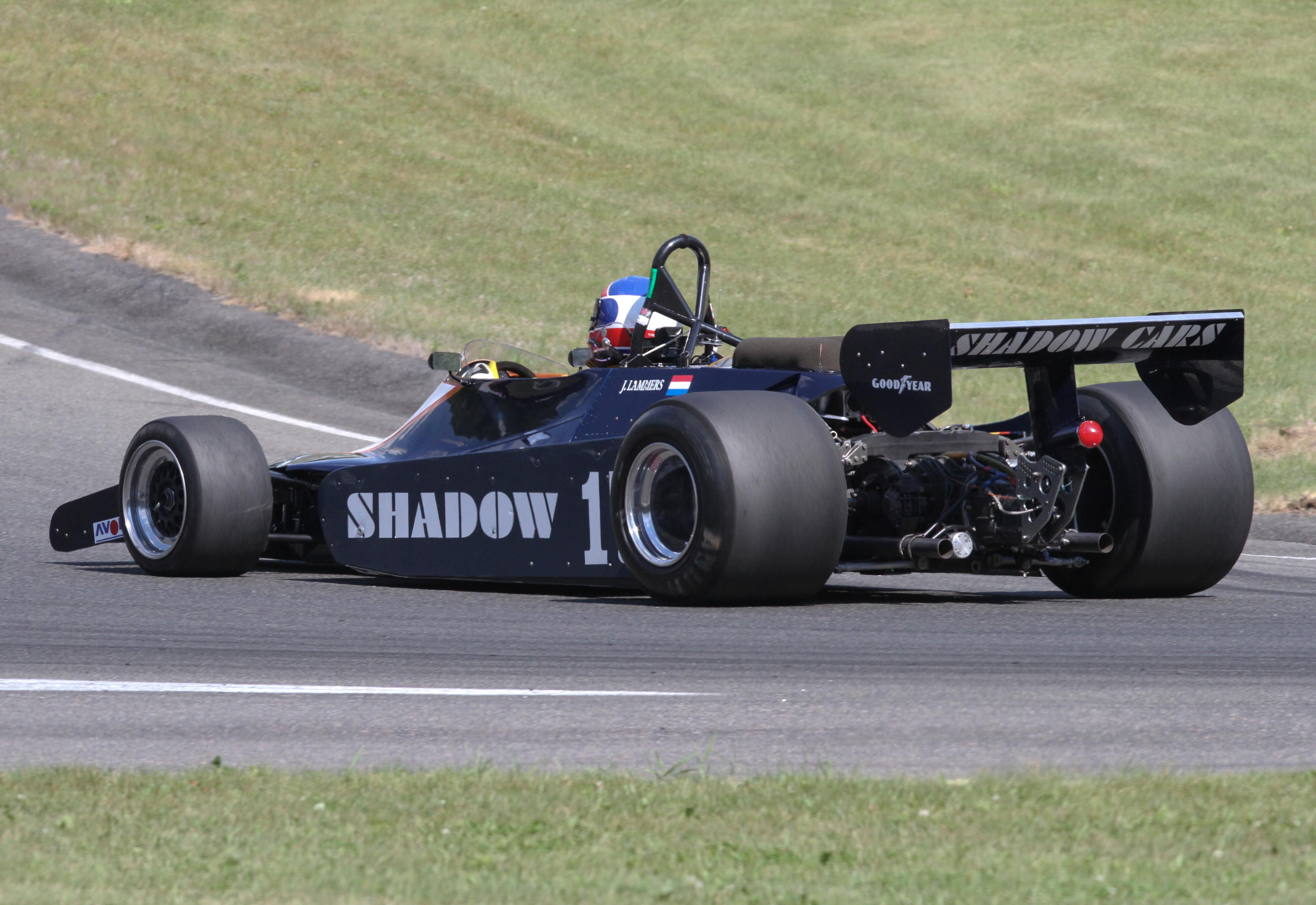
Werks-DN9B (1979) in Heckansicht, 2010
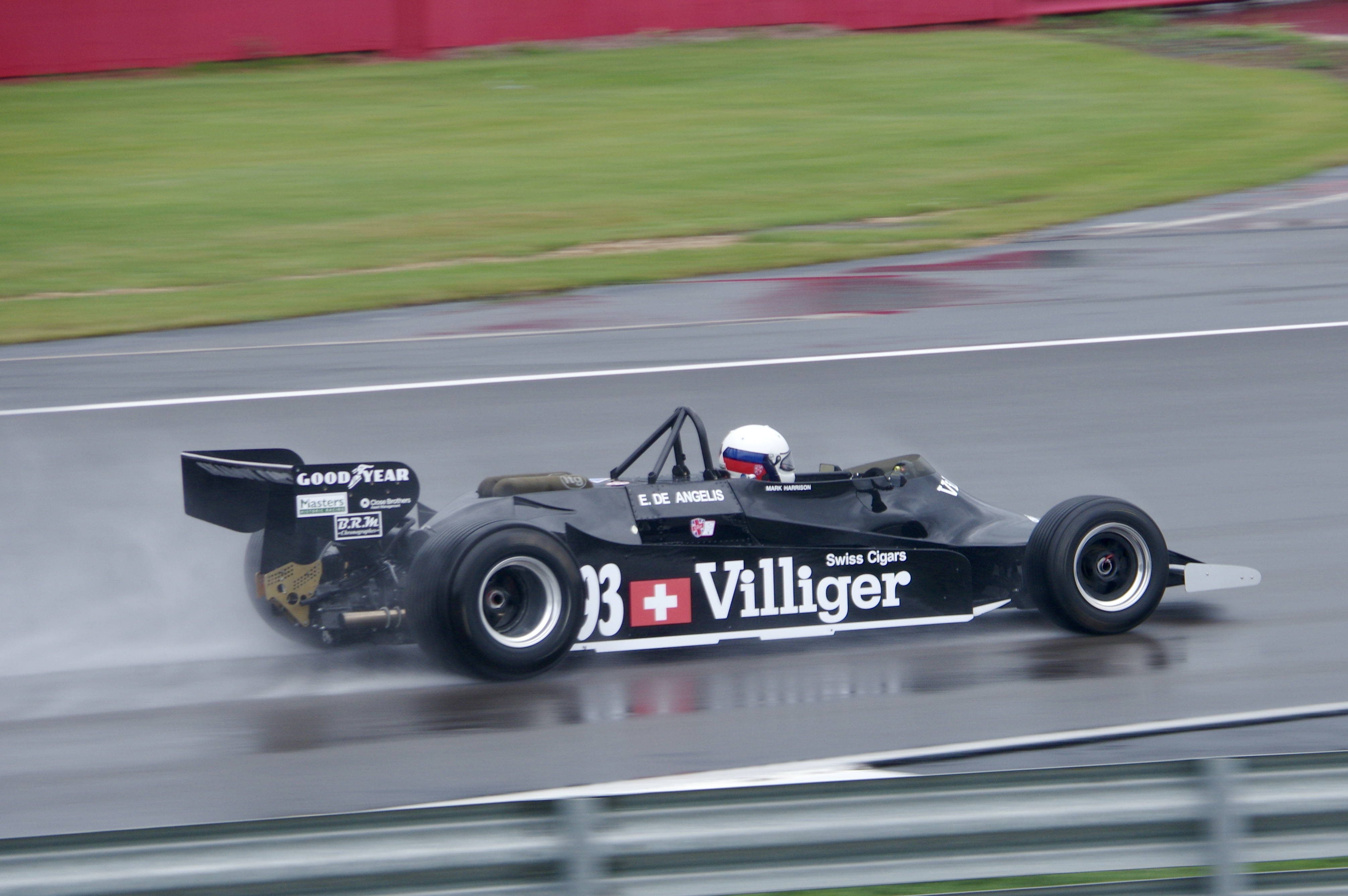
Kunden-DN9B (1979) von Interscope Racing, 2021
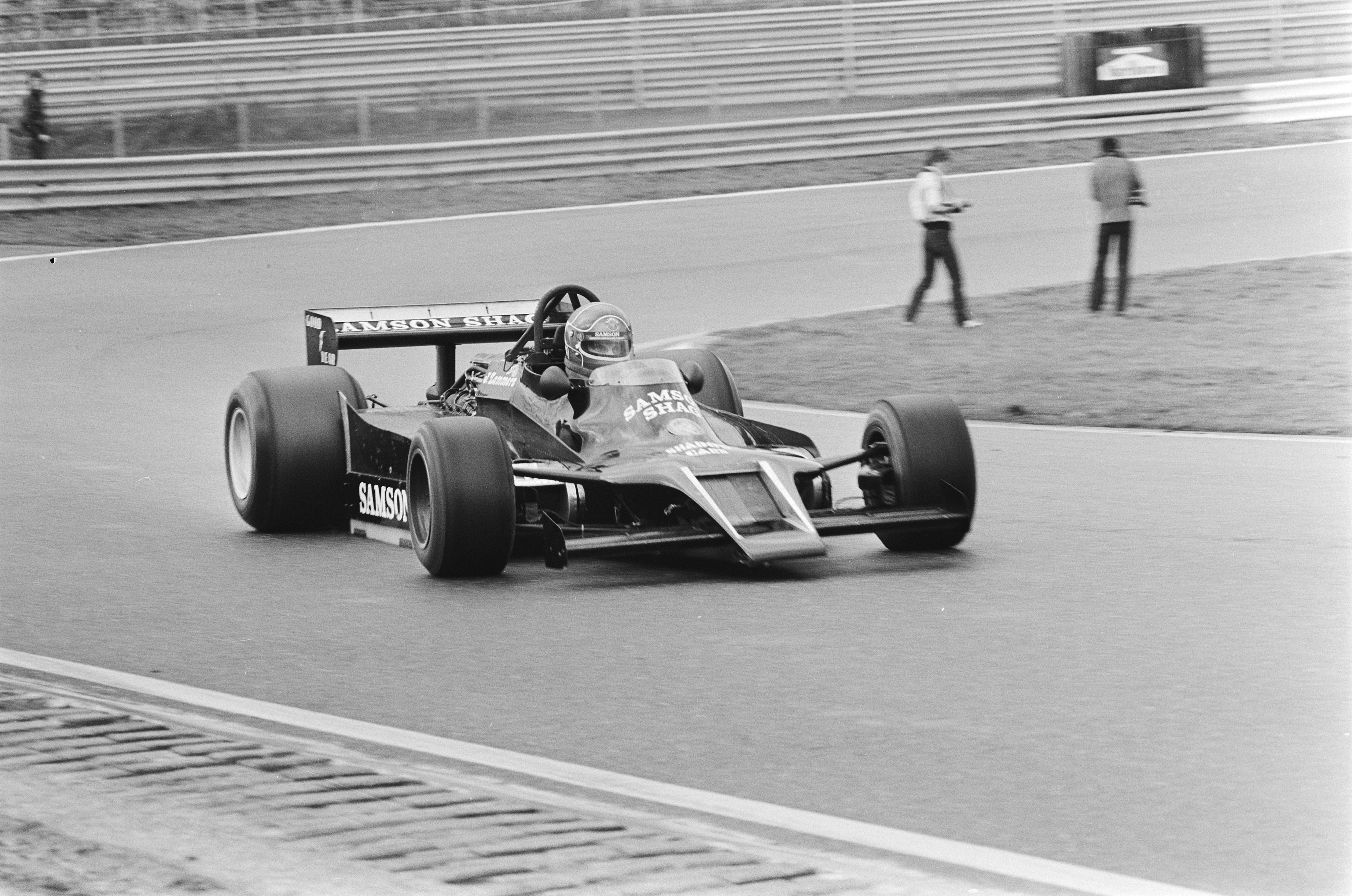
Jan Lammers im DN9B bei einer Präsentation in Zandvoort, 1978

## Ergebnisse
| Fahrer               | Nr.                  | 1   | 2  | 3   | 4    | 5   | 6   | 7   | 8  | 9   | 10  | 11  | 12  | 13   | 14  | 15  | 16  | Punkte | Rang |
| -------------------- | -------------------- | --- | -- | --- | ---- | --- | --- | --- | -- | --- | --- | --- | --- | ---- | --- | --- | --- | ------ | ---- |
| Formel-1-Saison 1978 | Formel-1-Saison 1978 |     |    |     |      |     |     |     |    |     |     |     |     |      |     |     |     | 6      | 11.  |
| Hans-Joachim Stuck   | 16                   |     |    |     | DNS  | DNF | DNF | DNF | 11 | 11  | 5   | DNF | DNF | DNF  | DNF | DNF | DNF | 6      | 11.  |
| Clay Regazzoni       | 17                   |     |    |     |      | DNQ | DNF | 15  | 5  | DNF | DNF | DNQ | NC  | DNQ  | NC  | 14  | DNQ | 6      | 11.  |
| Danny Ongais         | 39                   |     |    |     | DNPQ |     |     |     |    |     |     |     |     | DNPQ |     |     |     | 6      | 11.  |
| Formel-1-Saison 1979 | Formel-1-Saison 1979 |     |    |     |      |     |     |     |    |     |     |     |     |      |     |     |     | 3      | 10.  |
| Jan Lammers          | 17                   | DNF | 14 | DNF | DNF  | 12  | 10  | DNQ | 18 | 11  | 10  | DNF | DNF | DNQ  | 9   | DNQ |     | 3      | 10.  |
| Elio De Angelis      | 18                   | 7   | 12 | DNF | 7    | DNF | DNF | DNQ | 16 | 12  | 11  | DNF | DNF | DNF  | DNF | 4   |     | 3      | 10.  |

| Legende  | Legende            | Legende                                                          |
| Farbe    | Abkürzung          | Bedeutung                                                        |
| -------- | ------------------ | ---------------------------------------------------------------- |
| Gold     | –                  | Sieg                                                             |
| Silber   | –                  | 2. Platz                                                         |
| Bronze   | –                  | 3. Platz                                                         |
| Grün     | –                  | Platzierung in den Punkten                                       |
| Blau     | –                  | Klassifiziert außerhalb der Punkteränge                          |
| Violett  | DNF                | Rennen nicht beendet (did not finish)                            |
| Violett  | NC                 | nicht klassifiziert (not classified)                             |
| Rot      | DNQ                | nicht qualifiziert (did not qualify)                             |
| Rot      | DNPQ               | in Vorqualifikation gescheitert (did not pre-qualify)            |
| Schwarz  | DSQ                | disqualifiziert (disqualified)                                   |
| Weiß     | DNS                | nicht am Start (did not start)                                   |
| Weiß     | WD                 | zurückgezogen (withdrawn)                                        |
| Hellblau | PO                 | nur am Training teilgenommen (practiced only)                    |
| Hellblau | TD                 | Freitags-Testfahrer (test driver)                                |
| ohne     | DNP                | nicht am Training teilgenommen (did not practice)                |
| ohne     | INJ                | verletzt oder krank (injured)                                    |
| ohne     | EX                 | ausgeschlossen (excluded)                                        |
| ohne     | DNA                | nicht erschienen (did not arrive)                                |
| ohne     | C                  | Rennen abgesagt (cancelled)                                      |
| ohne     | keine WM-Teilnahme |                                                                  |
| sonstige | P/fett             | Pole-Position                                                    |
| sonstige | 1/2/3/4/5/6/7/8    | Punktplatzierung im Sprint-/Qualifikationsrennen                 |
| sonstige | SR/kursiv          | Schnellste Rennrunde                                             |
| sonstige | *                  | nicht im Ziel, aufgrund der zurückgelegten Distanz aber gewertet |
| sonstige | ()                 | Streichresultate                                                 |
| sonstige | unterstrichen      | Führender in der Gesamtwertung                                   |

## Technische Daten
| Kenngrößen              | Shadow DN9, 1978                                                                                    |
| ----------------------- | --------------------------------------------------------------------------------------------------- |
| Motor                   | Cosworth DFV V8-Motor, Mittelmotor (längs hinter dem Fahrer)                                        |
| Hubraum (Bohrung × Hub) | 2993 cm³ (85,7 × 64,8 mm)                                                                           |
| Verdichtung             | 11,0 : 1                                                                                            |
| Leistung                | 490 PS (ca. 356 kW) bei 10.000/min                                                                  |
| Ventilsteuerung         | 2 obenliegende Nockenwellen je Zylinderbank (DOHC)                                                  |
| Gemischaufbereitung     | Lucas-Saugrohreinspritzung                                                                          |
| Karosserie              | Aluminiummonocoque, Antriebsgruppe tragend                                                          |
| Radaufhängung vorn      | doppelte Querlenker mit Stabilisator, Schraubenfedern und Stoßdämpfer                               |
| Radaufhängung hinten    | doppelte Querlenker mit Stabilisator, Schraubenfedern, Stoßdämpfern und je einem oberen Längslenker |
| Lenkung                 | Zahnstangenlenkung, zweiteilige Lenksäule                                                           |
| Bremse                  | Scheibenbremse                                                                                      |